# B&H Film Distribution Company
«B&H» — українська кінодистриб'юторська компанія із штаб-квартирою у Києві. Один із лідерів з постачання на український ринок кінопродукції.

## Історія

Логотип до 2019 року

Логотип до 2023 року

На початку 90-х кінопрокатний показ американських фільмів в Україні був заборонений: з 1989 до 1995 року було ембарго на всій пострадянській території (включно з Росією) у зв'язку з піратством, оскільки американські кіно-очільники сказали «доки не буде закону, який боровся б з піратством, вони не даватимуть фільмів ані до України, ані до Росії». Ембарго було накладено через Джека Валенті, який був головою Американської асоціації кінокомпаній (ААК). У 90-х роках Богдан Батрух, майбутній засновник «B&H» був одним з тих хто працював для ААК в Україні, зокрема як їх консультант з авторських прав в Україні.
Ембарго для України було зняте лише в 1995 році, з ухваленням та набранням чинності закону України про авторські права. Відразу після цього у 1995 році Батрухом був укладений контракт з компанією «Буена Віста Інтернешнл» (Disney). Офіційно кінодистриб'юторська компанія «B&H» була зареєстрована в 1998 році Богданом Батрухом.
Після впровадження дублювання фільмів українською у 2006 році, компанія розпочала кінопрокат. Першим художнім фільмом компанії, який вийшов українською мовою, стала пригодницька стрічка кінокомпанії Walt Disney Pictures «Пірати карибського моря 2», а першим анімаційним фільмом — сімейна стрічка Тачки.

## Офіційний дистриб'ютор
B&H Film Distribution Company є прямим та екслюзивним дистриб'ютором таких всесвітньо відомих студій на території України:
| Рік початку | Дистриб'ютор                          | Поширює закордоном                                                                                               |
| ----------- | ------------------------------------- | --- |
| 1998        | Universal Pictures International      | Universal Pictures, Focus Features, Illumination, DreamWorks Animation, DreamWorks Pictures                      |
| 1998        | Paramount Pictures International      | Paramount Pictures, Paramount Players, Paramount Animation, Nickelodeon Movies                                   |
| 2007        | Sony Pictures Releasing International | Columbia Pictures, TriStar Pictures, Sony Pictures Classics, Sony Pictures Animation, Stage 6 Films, Screen Gems |

Також є нексклюзивним дистриб'ютором для кінотеатральний прокату фільмів незалежних українських, американських та європейських кінокомпаній.

### Хронологія зміни прокатних прав B&H

#### Прокатні права: Universal Pictures (1998-донині)
Починаючи з 1998 року компанія B&H є прямим кінодистриб'ютором Universal Pictures.

##### Прокатні права: Dreamworks Pictures (2006—2013, 2018-донині)
З 2006 по 2008 роки студією Dreamworks Pictures володіла Viacom (материнська компанія Paramount Pictures) тож міжнародним прокатом студії займалася Paramount Pictures International і відповідно в Україні стрічки студії в цей період випускала компанія B&H. У період з 2008 по 2013, залежно від фільму, міжнародним прокатником фільмів Dreamworks Pictures були Universal Pictures International, Paramount Pictures International, Walt Disney Studios Motion Pictures International, Warner Bros. International та 20th Century International відповідно в Україні стрічки студії в цей період випускали в прокат компанії B&H, Геміні Україна чи Кіноманія (включно з підконтрольними Синергія / Галеон кіно).
З 2013 по 2014 кінопрокатом стрічок виробництва DreamWorks Pictures в Україні займалась компанія Інтер-фільм. В 2015 році, після утворення кінокомпанії Amblin Partners яка стала управляти DreamWorks Pictures, права на кінопрокат фільмів DreamWorks на території України тимчасово перейшли UFD і у період з 2015 по 2017 роки UFD було офіційним дистриб'ютором DreamWorks Pictures в Україні. Але у грудні 2015 року стало відомо що Amblin Partners, якій став належати Dreamworks Pictures, віддала дистрибуцію фільмів Dreamworks Universal, офіційним дистриб'ютором якої в Україні є B&H; відповідно з 2017 році права на кінопрокат фільмів Dreamworks Pictures перейшли від UFD до B&H. Перші стрічки міжнародним прокатом яких займалася Universal Pictures (і відповідно B&H в Україні) стали Перша людина (2018) та Ласкаво просимо до Марвена (2018).

##### Прокатні права: Dreamworks Animation (2019-донині)
У минулому з 2012 по 2017 роки UFD було офіційним дистриб'ютором компанії DreamWorks Animation. В період між 2012 та 2016 Dreamworks Animation ще не належала Universal і була незалежною кіностудією; але у серпні 2012, DreamWorks Animation підписала ексклюзивний 5-річний проктний контракт що надавав 20th Century Fox права на дистриб'юцію фільмів компанії на всіх територіях світу і відповідно з 2012 по 2017 прокатом DWA займалися Фокси. Наприкінці 2016 року Dreamworks Animation придбала Universal; відповідно починаючи з 2018, коли дистриб'юторська-угода з 20th Century Fox закінчилась, офіційним дистриб'ютором фільмів компанії у світі стала Universal, прокатом фільмів якої в Україні займається B&H. Перші стрічки міжнародним прокатом яких займалася Universal Pictures (і відповідно B&H в Україні) стали Як приборкати дракона 3: Прихований світ (2019) та Єті (2019).

#### Прокатні права: Paramount Pictures (1998-донині)
Починаючи з 1998 року компанія B&H є прямим кінодистриб'ютором Paramount Pictures.

#### Прокатні права: Sony Pictures (2007-донині)
З 2001 по 2007 роки компанія Каскад Україна була непрямим дистриб'ютором фільмів Sony Pictures/Columbia Pictures (компанія перекуповувала права на кінопоказ стрічок Sony Pictures/Columbia Pictures у російського дистриб'ютора Каскад). У 2007 році офіційним прокатником Columbia Pictures/Sony в Україні став B&H Film Distribution. Останнім фільмом Sony прокатом якого в Україні займалася Каскад Україна був фільм «Казино Рояль» (2006), а першим фільмом Sony прокатом якого в Україні займалася B&H був фільм Відпочинок за обміном (2006).
Раніше в Україні компанія Інтер-Фільм займалася дистрибуцією фільмів Columbia / Sony для домашнього відео.

#### Прокатні права: Disney (1995—2019)
У 1995 році власник компанії B&H Богдан Батрух уклав екслюзивний контракт з компанією «Буена Віста Інтернешнл» (Disney). Компанія B&H володіла прокатними правами на стрічки Disney 24 роки аж до 2 жовтня 2019 року, коли права на український кінопрокат стрічок Disney перейшли компанії Kinomania. Останнім фільмом Disney прокатом якого в Україні займалася B&H був фільм Король Лев (2019).

#### Прокатні права: Metro-Goldwyn-Mayer (2007—2022)
У 2005 році Metro-Goldwyn-Mayer уклала угоду з Columbia TriStar Motion Picture Group на міжнародне розповсюдження деяких своїх фільмів Sony Pictures Releasing International, і за угодою з Sony з 2007 року B&H почала прокат фільмів MGM.
У 2019 році Metro-Goldwyn-Mayer уклала угоду з Universal Pictures на міжнародне розповсюдження своїх фільмів Universal Pictures International.
У 2022 році Metro-Goldwyn-Mayer уклала угоду з Warner Bros. на міжнародне розповсюдження своїх майбутніх фільмів Warner Bros. Pictures. Угода не включає майбутній 26 фільм про Джеймса Бонда, наступний розділ у серії про агента 007, у рамках попередньої угоди про розповсюдження з Universal Pictures International. Останнім фільмом MGM, прокатом котрого займалася B&H стала комедійна драма Локрична піца.

## Частка ринку (за виторгом)
Відповідно до даних Українського Кіно Посібника (англ. Ukrainian Film Guide) підготовленого Державним агентством України з питань кіно спільно з Національним центром Олександра Довженка у 2011/2012-х роках, B&H Film Distribution Company має наступні позиції на ринку кінопрокату.
| № | Назва                       | Ринок у 2010       | Ринок у 2011       | Ринок у 2012       | Ринок у 2013         | Ринок у 2014         | Ринок у 2015            | Ринок у 2016            | Ринок у 2017               |
| 1 | B&H Film Distr. Company     | 43.2%              | 51%                | 48.9%              | 49.1%                | 41.4%                | 55.7%                   | 50.4%                   | 52.5%                      |
| 2 | Ukrainian Film Distribution | 20.5%              | 22.1%              | 21.5%              | 14.3%                | 26%                  | 22.8%                   | 23%                     | 21.9%                      |
| 3 | Kinomania                   | 16.6%              | 15.9%              | 9.63%              | 15%                  | 16%                  | 10.9%                   | 16.2%                   | 15.2%                      |
| 4 | MMD UA                      | 2.6%               | 4.68%              | 3.41%              | 7.75%                | 3.59%                | 3.8%                    | 1.8%                    | 1.7%                       |
| 5 | Вольга Україна              | <1 %               | <1 %               | 2.5%               | 3.6%                 | 4.1%                 | 4.3%                    | 2.7%                    | 5.7%                       |
| - | Решта                       | 17.1%              | 6.19%              | 14.1%              | 10.4%                | 8.88%                | 2.6%                    | 5.9%                    | 2.9%                       |
| - | Всього                      | 100                | 100                | 100                | 100                  | 100                  | 100                     | 100                     | 100                        |
| - |                             |                    |                    |                    |                      |                      |                         |                         |                            |
| - | К-сть стрічок у прокаті     | 166                | 242                | 259                | 327                  | 325                  | 292                     | 288                     | 294                        |
| - | К-сть відвідувачів          | 15 млн             | 17,2 млн           | 19,6 млн           | 20.4 млн             | 20,1 млн             | 21,16 млн               | 24,2 млн                | 28,9 млн                   |
| - | Середня ціна квитка         | ₴41                | ₴43                | ₴43                | ₴43                  | ₴47                  | ₴57                     | ₴67                     | ₴77,08                     |
| - | Касові збори                | ₴614 млн ($77 млн) | ₴720 млн ($90 млн) | ₴800 млн ($100 млн | ₴ 820 млн ($106 млн) | ₴943 млн ($80,4 млн) | ₴1.2 млрд. ($54,58 млн) | ₴1.70 млрд. ($63,8 млн) | 2,23 млрд грн. ($85,8 млн) |
| - | К-сть кінотеатрів           | 156                | 164                | 167                | 186                  | 167*                 | 152*                    | 160*                    | 181*                       |
| - | К-сть кіноекранів           | 350                | 370                | 376                | 443                  | 420*                 | 438*                    | 460*                    | 513*                       |
| - | % українського озвучення    | 65.6 %             | 65.2 %             | 65.7 %             | 69.3 %               | 65.5 %               | 84.8 %                  | 88.0 %                  | 87.5 %                     |
| *В зв'язку з окупацією Криму та Сходу України російськими військами, починаючи з 2014 року фактично в Україні функціонувало менше кінотеатрів: Україна втратила 22 кінотеатри де загалом розміщувалося 45 кіноекранів (без окупації у 2014 Україна б мала 189 кінотеатрів де розмішувалося б 465 кіноекранів) |                             |                    |                    |                    |                      |                      |                         |                         |                            |

## Дочірні компанії
Компанії також належить (через її власника Богдана Батруха):
- Le Doyen Studio — Студія дублювання відео-продукції[69].
- Агенція Сінема — рекламна агенція створена у 2003 році, як підрозділ B&H Distribution Company, що займається розміщенням реклами у кінотеатрах.
- Мережа кінотеатрів «Кінопалац» — одна з найбільших мереж кінотеатрів в Україні.
- B&H Classic Films — в минулому компанія, яка займалася виробництвом та розповсюдженням ліцензійної продукції Дісней на DVD та Blu-Ray в Україні. Проіснувала з 2012 по 2014 рік.

## Перевірки антимонопольних органів

### Перевірка після скандалу навколо прокату українського фільму «Кіборги» (2017)
Наприкінці 2017 року розгорівся скандал навколо прокату українського фільму «Кіборги» (2017), коли Держкіно звинуватило власників деяких українських кіномереж у штучному зменшенні кількості фільмокопій стрічки «Кіборги», що нібито негативно вплинуло на касові збори останньої. У зв'язку з цією ситуацією Держкіно ініціювало зустріч із представниками кінотеатральних мереж і дистриб'юторів у грудні 2017 року, де було домовлено, що кіномережі показуватимуть «Кіборгів» як мінімум декілька тижнів. У відповідь на це власник кінодистриб'ютора B&H Богдан Батрух звинуватив посадовців Держкіно, які організували зустріч із кінотеатрами із приводу прокату «Кіборгів», у перевищенні повноважень, оскільки Держкіно фактично лобіювало кінопрокатні інтереси одного приватного дистриб'ютора — UFD.
У відповідь на заяви Батруха, наприкінці грудня 2017 року АМКУ отримало звернення від Комітету Верховної Ради України з питань свободи слова стосовно можливих ознак порушення законодавства про захист економічної конкуренції в діях компанії «B&H Film Distribution», якій за повідомленням комітету ВРУ з питань свободи слова, належить 50,4 % ринку кінопрокату в Україні. Відповідно, у січні 2018 АМКУ оголосило про початок опитування-перевірки дій суб'єктів господарювання — учасників ринку кінотеатральної дистрибуції України з метою визначення стану конкуренції на цьому ринку.
У червні 2018 року голова Антимонопольного комітету Юрій Терентьєв повідомив, що в результаті перевірки, «АМКУ не відкрив справ щодо порушення антимонопольного законодавства [ред. проти B&H]». Однак Терентьєв додав, Що після перевірки прокатників, антимонопольне відомство займеться перевіркою кінотеатрів.

### Перевірка після злиття Disney та 20th Century Fox (2018)
У вересні 2018 АМКУ оголосило про початок опитування-перевірки дій суб'єктів господарювання — учасників ринку кінотеатральної, ТБ та home video ринків дистрибуції України з метою визначення нового рівня концентрації в зв'язку зі злиттям компаній Disney та 20th Century Fox.
27 лютого 2019 року стало відомо, що АМКУ надало дозвіл компанії «The Walt Disney Company» на набуття контролю над компанією «Twenty-First Century Fox, Inc.».

## Власник
B&H Film Distribution Company на 100 % належить польсько-канадському бізнесмену українського походження Богдану Батруху.

## Зауваги
1. ↑  У 2014 році Universal Pictures підписвали конракт з Legendary Pictures на дистриб'юцію більшості фільмів Legendary Pictures компаією Universal. Але у 2015 році Legendary підписали окрему екслюзивну угоду з Warner Bros на виробництво та прокат фільмів з франшизи «гігантських монстрів» (Кінг Конг, Ґодзілла тощо); деталі тут (англ.) [Архівовано 5 листопада 2015 у Wayback Machine.]
2. 1 2 3 4 5 6 7  Дані Media Resources Management (MRM)
3. ↑  У 2017 точні річні дані по касовим зборам було надано лиши 5-ма найбільшими прокатниками України: B&H, UFD, Kinomania, Volga Ukraine та MMD, що загалом випустили в прокат у 2017 році 187 унікальних фільмів (включно з тими що вийшли у прокат ще у 2016 році, але також мали прокат і у 2017). Всього у 2017 в український прокат вийшло 294 стрічки. Для всіх решти було використано дані MRM у ~2,9% ринку у 2017 році[25]
4. ↑  Зверніть увагу, дані по зборам Kinomania для 2010-2016 років є сумою загальних зборів для Kinomania, Синергії та Галеон кіно; починаючи з 2017 Синергія/Галеон де-факто не працюють, оскільки не випустили в український прокат жодного фільму
5. ↑  Частка Вольга України у 2010-2014 роках є приблизною, оскільки відсутні точні дані річних касових зборів цього кінодистиб'ютора за ці роки (у статистиці кіноекспертів "Вольга Україна" тоді входила до "решта дистриб'юторів")
6. ↑  Кількість фільмів кінопрокату, що мали дублювання або багатоголосе озвучення українською